# Faisal Halim
Faisal Halim (Penang, Malasia, 7 de enero de 1998) es un futbolista de Malasia que juega en las posiciones de extremo y delantero centro con el Selangor FC de la Superliga de Malasia.

## Carrera

### Club
| Periodo   | Club          |
| --------- | ------------- |
| 2015      | Penang FA     |
| 2016–2020 | Sri Pahang FC |
| 2021–2022 | Terengganu FA |
| 2023–     | Selangor FC   |

### Selección nacional
Debutó con Malasia el 2 de junio de 2019 en un partido amistoso ante Nepal. Fue convocado para jugar en la Copa Suzuki AFF 2020 en Singapur, donde jugó en la derrota por 1–4 ante Indonesia en el último partido de la fase de grupos. Dos años después sería llamado para jugar en la Copa Mitsubishi Electric AFF 2022, donde fue titular en el primer partido del torneo ante Birmania y anotó el gol de la victoria por 1–0 en el Thuwunna Stadium. Faisal luego anotó dos goles en la victoria por 5–0 ante Laos. Faisal anotó un gol en la semifinal donde perdieron 1–3 ante Tailandia. El 27 de enero de 2023 Faisal fue seleccionado como el mejor jugador del torneo.
El 26 de diciembre de 2023 Faisal fue convocado para jugar la Copa Asiática 2023 por el entrenador Kim Pan-gon. Sería titular en los tres partidos de la fase de grupos, donde anotó un gol ante Corea del Sur, gol que fue nominado al mejor gol del torneo, el cual terminó siendo el mejor gol.

### Incidente
El 5 de mayo de 2024 Faisal sufrió un ataque con ácido en frente de un centro comercial luego de que su compañero de selección nacional Akhyar Rashid fuera asaltado unos días antes. Más tarde se confirmó que Faisal sufrió quemaduras de cuarto grado y necesitó muchas cirugías. El 8 de mayo de 2024 el sospechoso seguía en fuga. Según testigos, el sospechoso le dijo "buena suerte" a Faisal antes del baño de ácido. Como resultado del ataque el Selangor, que supuestamente debía enfrentar al Johor Darul Ta'zim en la Piala Sumbangsih, abandonó el partido por razones de seguridad.
El 22 de junio de 2024 luego de que Faisal se recuperó del ataque, recibió la visita del primer ministro Mahathir Mohamad en su casa en Shah Alam.

## Logros

### Club
- Malaysia FA Cup: 2018

### Individual
- Malaysia National Football Awards – FAN XI: 2022[23]
- Equipo Ideal del AFF Championship: 2022[24][25]
- Mejor gol de la AFC Asian Cup: 2023[26]